# Friedrich Carl von Savigny

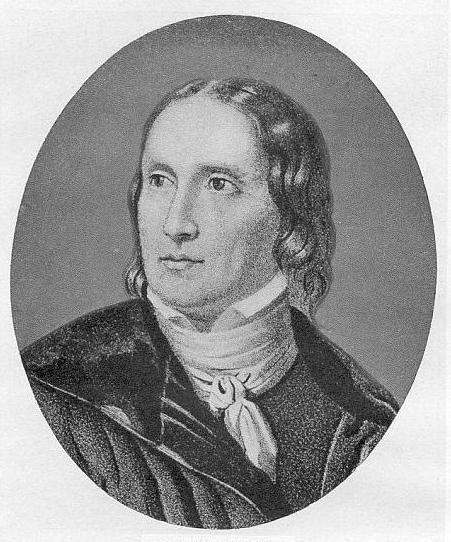
Friedrich Carl von Savigny

Friedrich Carl (ook: Karl) von Savigny (Frankfurt am Main, 21 februari 1779 - Berlijn, 25 oktober 1861)
was een Duits rechtsgeleerde. Hij geldt als de belangrijkste jurist van de negentiende eeuw, was de stichter van de Historische school en een van de grondleggers van de moderne beoefening van de rechtsgeschiedenis.

## Leven
Savigny's interesse in de geschiedenis van het recht ontstond vooral tijdens zijn studie te Marburg. Hij studeerde verder aan de universiteiten van Jena, Göttingen, Halle en Leipzig. In 1803 schreef hij een baanbrekende studie over de ontwikkeling van de dogmatiek van eigendom en bezit, Das Recht des Besitzes. Dit boek werd het model bij uitstek voor een monografie over een juridisch leerstuk. In 1810 zorgde Wilhelm von Humboldt ervoor dat Savigny hoogleraar Romeins recht werd aan de nieuw opgerichte universiteit van Berlijn. Daar onderwees hij onder andere Jacob Grimm en Wilhelm Grimm. Hij trouwde met Kunigunde Brentano, een zus van Clemens Brentano. In 1814 reageerde hij op voorstellen tot codificatie van het Duitse recht met zijn spraakmakende pamflet Vom Beruf unserer Zeit für Gesetzgebung und Rechtswissenschaft. Hierin stelde hij dat het Duitse recht organisch was ontstaan en dat grootschalig ingrijpen daarin onverantwoord zou zijn zonder voorafgaand historisch onderzoek. Tussen 1815 en 1831 verscheen zijn Geschichte des römischen Rechts im Mittelalter, waarin hij op basis van onderzoek in archiefstukken en handschriften de beoefening van het Romeinse recht in de Middeleeuwen onderzocht. Geïnspireerd door Savigny en de resultaten van de Duitse geschiedschrijving in het algemeen begonnen onderzoekers in andere Europese landen ook de geschiedenis van het recht in hun eigen land diepgaand te onderzoeken.
Von Savigny hield zich verder ook bezig met het internationaal privaatrecht. Van zijn gedachtegoed komt het beginsel van het nauwst verbonden recht. Dit wordt thans nog steeds gehanteerd in ons huidige stelsel van internationaal privaatrecht.
Zijn academische carrière eindigde in 1842 toen de Pruisische koning Frederik Willem IV hem benoemde tot minister voor Herziening van de Wetgeving met de titel grootkanselier.

## Werken
- Das Rechts des Besitzes. Eine civilistische Abhandlung (1803; 7de druk 1865)
- Verbesserungen und Zusätze zur ersten Ausgabe der Abhandlung vom Besitz (1806)
- Vom Beruf unserer Zeit für Gesetzgebung und Rechtswissenschaft (1ste druk 1814; 3de druk 1940)
- Geschichte des römischen Rechts im Mittelalter, 7 delen (1ste druk 1815-1831; 2de druk 1834/1850/1851)
- System des heutigen römischen Rechts, 8 delen (1840-1849)
- Vermischte Schriften (1850)
- Das Obligationenrecht als Theil des heutigen römischen Rechts, dl. 1 (1851), dl. 2 (1853)
- Zeitschrift für geschichtliche Rechtswissenschaften (met Karl Friedrich Eichhorn, 1815-1850)